# Прибайкальский национальный парк
Прибайка́льский национа́льный парк — особо охраняемая природная территория (ООПТ) федерального значения, созданная для сохранения природы западного побережья озера Байкал.
Задачей парка является охрана природы, археологических и культурных памятников, организация рекреационного использования Западного Прибайкалья. Площадь парка — 417 297 га. Располагается на территории Слюдянского, Иркутского и Ольхонского районов Иркутской области.

## Общие сведения
Национальные парки появились в России в 1980-е годы. Одним из первых был Прибайкальский национальный парк, организованный в период пика борьбы общественности за сохранение озера Байкал. Решение о его создании принято Советом Министров РСФСР 13 февраля 1986 года. В 1996 году в составе участка «Озеро Байкал» он был включён в список Всемирного Природного Наследия ЮНЕСКО.
Территория парка в виде узкой полосы охватывает бо́льшую часть (около 470 км) западного побережья озера Байкал — от посёлка Култук на юге до мыса Кочериковского на севере (можно сказать, что это самый «протяжённый» из национальных парков России), и занимает восточные склоны Приморского хребта, южную часть Олхинского плато, бассейн реки Большая Речка (приток Ангары), а также остров Ольхон. Южная часть рассечена вытекающей из Байкала рекой Ангарой.
Парк включает в себя самый крупный охраняемый участок байкальских берегов (почти четверть от их общей протяжённости). Больший, чем имеют в сумме Забайкальский национальный парк, Байкало-Ленский и Баргузинский заповедники. По богатству растительного и животного мира, количеству редких видов флоры и фауны, а также обилию археологических памятников Прибайкальский национальный парк превосходит любую другую особо охраняемую природную территорию Байкальского региона.
В отличие от заповедников, на территории национальных парков может проживать местное население, в ограниченных масштабах вестись сельское хозяйство, осуществляться традиционные виды природопользования, интенсивная туристическая деятельность, с условием, что при этом не причиняется ущерб природе. В настоящее время на территории парка проживает около 15 000 человек. В летний сезон к ним добавляются сотни тысяч отдыхающих, ведь в парке находятся почти все популярные места отдыха западного побережья Байкала.

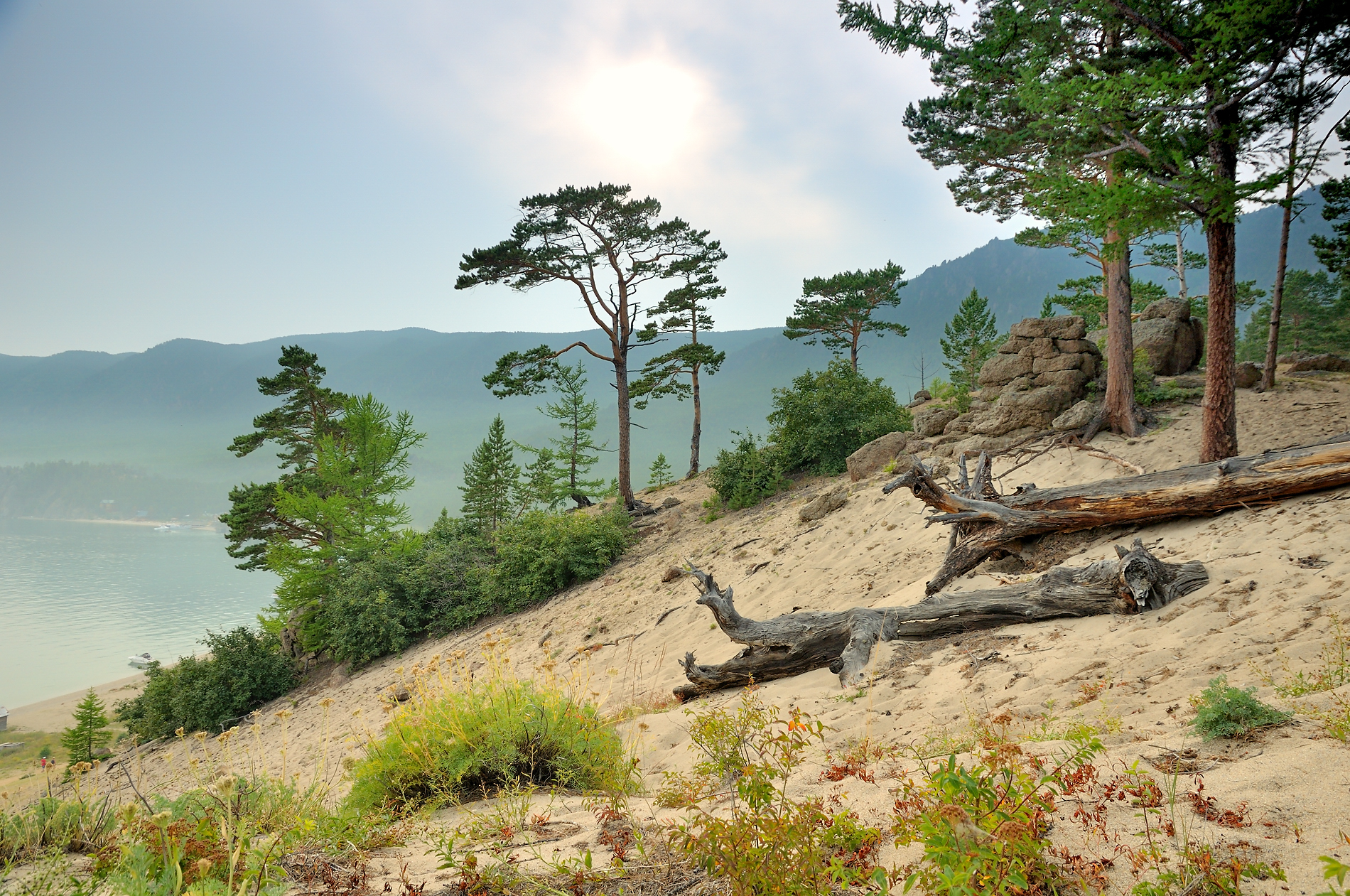
Бухта Песчаная

Основными задачами, возложенными на парк, являются сохранение уникальной природы западного побережья озера Байкал, создание условий для регулируемого туризма и отдыха. В последние годы количество туристов, посещающих территорию парка, значительно возросло. Их привлекают возможности «пляжного» туризма на побережьях Малого Моря и бухты Песчаной, красивейшие ландшафты, достопримечательности Кругобайкальской железной дороги, чистые воздух и вода. Парк сохраняет уникальный растительный и животный мир, крупнейшее в Иркутской области собрание редких и исчезающих видов флоры и фауны.
Разнообразие ландшафтов даёт возможность любоваться здесь редкими и уникальными растительными сообществами, которых в других местах не встретишь. Особенно примечательны горные каменистые степи Приольхонья, населённые растениями-реликатами — выходцами из тундр Арктики, степей и пустынь Центральной Азии, местными эндемиками; песчаные дюны острова Ольхон; пустынные степи окрестностей солёных Тажеранских озёр; темнохвойные кедрово-пихтовые дебри верховьев реки Алтай; участки тундры и заросли кедрового стланника на водоразделах рек Зундук и Иликта, Кочерикова и Анай.

### Функциональные зоны парка
В 1989 году институтом «Росгипролес» (Москва) совместно с институтом «Ленгипрогор» (Санкт-Петербург) был разработан Проект национального парка («Схема генерального плана организации Прибайкальского государственного природного национального парка»). Согласно проектным решениям территория национального парка подразделяется на функциональные зоны с различным режимом охраны и использования. В настоящее время принято следующее функциональное зонирование:
- Заповедная зона — 86,5 тыс. га (20,7 % общей площади парка), в том числе площадь эталонных участков — 8,3 тыс. га.
- Зона регулируемого рекреационного использования — 171,1 тыс. га (40,9 %).
- Зона интенсивного рекреационного использования — 13,8 тыс. га (3,3 %).
- Зона традиционного ведения хозяйства — 33,9 тыс. га (8,1 %).
- Агропарковая зона — 112 тыс. га (27 %) — земли сельскохозяйственных предприятий, включённые в границы парка без изъятия из хозяйственной деятельности.

Вокруг парка выделена охранная зона общей площадью 1203,7 тыс. га, включая трёхкилометровую прибрежную зону озера Байкал (246 тыс. га акватории).

### Лесничества
Территория парка разделена на 10 лесничеств:
- Маритуйское
- Половинское
- Байкальское
- Листвянское
- Большереченское
- Прибайкальское
- Береговое
- Еланцинское
- Островное
- Онгуренское

## Флора и фауна Прибайкальского национального парка
Более 300 000 га от общей площади Прибайкальского национального парка занимают леса. Преобладают сосняки, часто с примесью лиственницы; имеются ельники, кедровые и кедрово-пихтовые леса.
Флора парка насчитывает более 1000 видов сосудистых растений (это более половины флоры Центральной Сибири), около 250 видов лишайников и 200 видов мхов. Животный мир на территории парка также богат и разнообразен. Встречаются 9 видов земноводных и рептилий, 55 видов млекопитающих, около 340 видов птиц.

### Достопримечательности
Главной достопримечательностью Прибайкальского национального парка является самая крупная в Восточной Сибири зимовка водоплавающих. В месте, где Ангара вытекает из Байкала, образуется огромная полынья, на которой переживают зиму до 10—15 тысяч уток. Юго-западное побережье Байкала является своего рода трассой массового осеннего пролёта хищных птиц. В день здесь их пролетает до 2 тысяч экземпляров, для Сибири это явление исключительное.

### Флора
Территория Прибайкальского национального парка является частью гор Южной Сибири и входит в состав Прибайкальской лесорастительной области, целиком относясь к Приморскому округу Западно-Прибайкальской провинции. Распределение растительного покрова подчинено закономерностям высотной поясности. Преобладающей является растительность, свойственная континентальному типу поясности. Спектр высотно-поясных комплексов (ВПК) включает в себя степной ВПК (абсолютная высота 500—700 м), преимущественно представленный сообществами с преобладанием некоторых видов злаков; ВПК лесостепных сосновых и лиственничных лесов (Pinus sylvestris, Larix sibirica), приуроченный к прибрежной части и нижнему поясу гор; ВПК подтаёжных сосновых лесов, образующих нижнюю часть лесного пояса; занимающий довольно значительные площади ВПК горнотаёжных сосновых (сосредоточенных в южной части парка) и лиственничных лесов; ВПК горнотаёжных кедровых лесов (Pinus sibirica); ВПК подгольцовых кедровых лесов и кедрового стланика (Pinns pumila), подгольцово-тундровый ВПК.
Территория парка принадлежит в основном к группе районов с господством умеренно влажных горнотаёжно-лесостепных светлохвойных и смешанных лесов. В лесных насаждениях преобладают хвойные породы — 73 %, среди которых доминирует сосна (Pinus sylvestris, 51,4 %), значительную долю составляет также лиственница (Larix sibirica, 11,7 %) и кедр (Pinus sibirica, 7,9 %). Лиственные породы составляют 26 % насаждений, в том числе берёза (Betula sp.) — 18,1 %, осина (Populus tremula) — 8,2 %. Кустарниками занят 1 % насаждений, в основном это кедровый стланик (Pinus pumila).

Список редких и охраняемых видов растений национального парка включает 76 видов растений. В Красную книгу Российской Федерации занесены 20 видов, среди них представители грибов, лишайников и мхов; эндемики побережий Байкала — астрагал ольхонский (Astragalus olchonensis), копеечник зундукский (Liedysarum zundukii), луговик Турчанинова (Deschampsia turczaninowii), кизильник блестящий (Cotoneaster lucidus); шесть представителей семейства орхидных (Orchidaceae) и др. Среди эндемиков и реликтов Байкала, произрастающих на территории парка: остролодочник трёхлистный (Oxytropis triphylla), копеечник предбайкальский (Hedysarum cisbaicalense), хохлатка-недотрога (Corydalis impatiens) и др., некоторые виды грибов. Растения с сокращающейся численностью популяций: разнообразные лилии (Lilium spp.), купальница азиатская (Trollius asiaticus), черёмуха (Padus avium), рододендрон даурский (Rhododendron dauricum), яблоня ягодная (Malus baccata) и др.

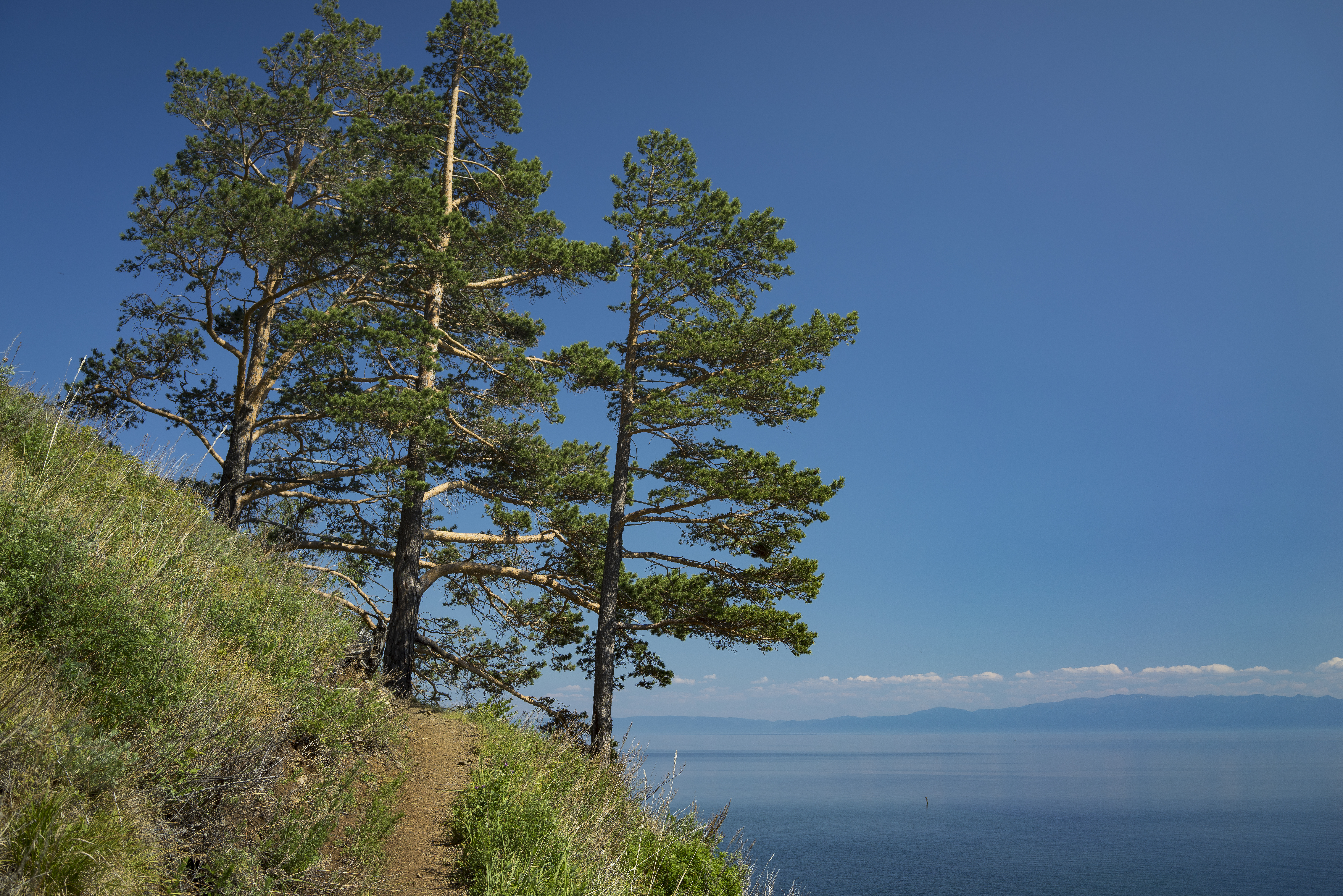
Сосны
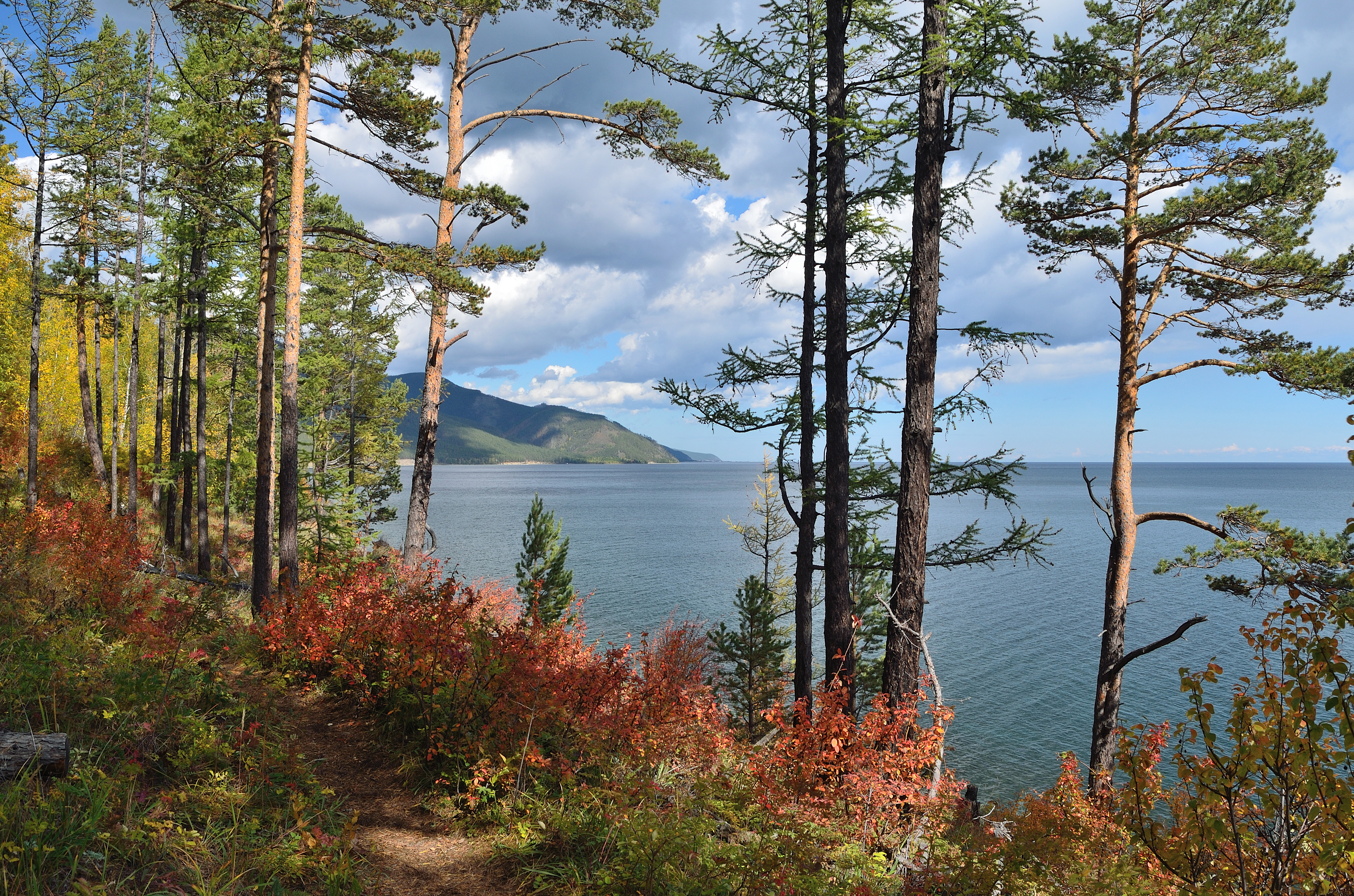
Растительность
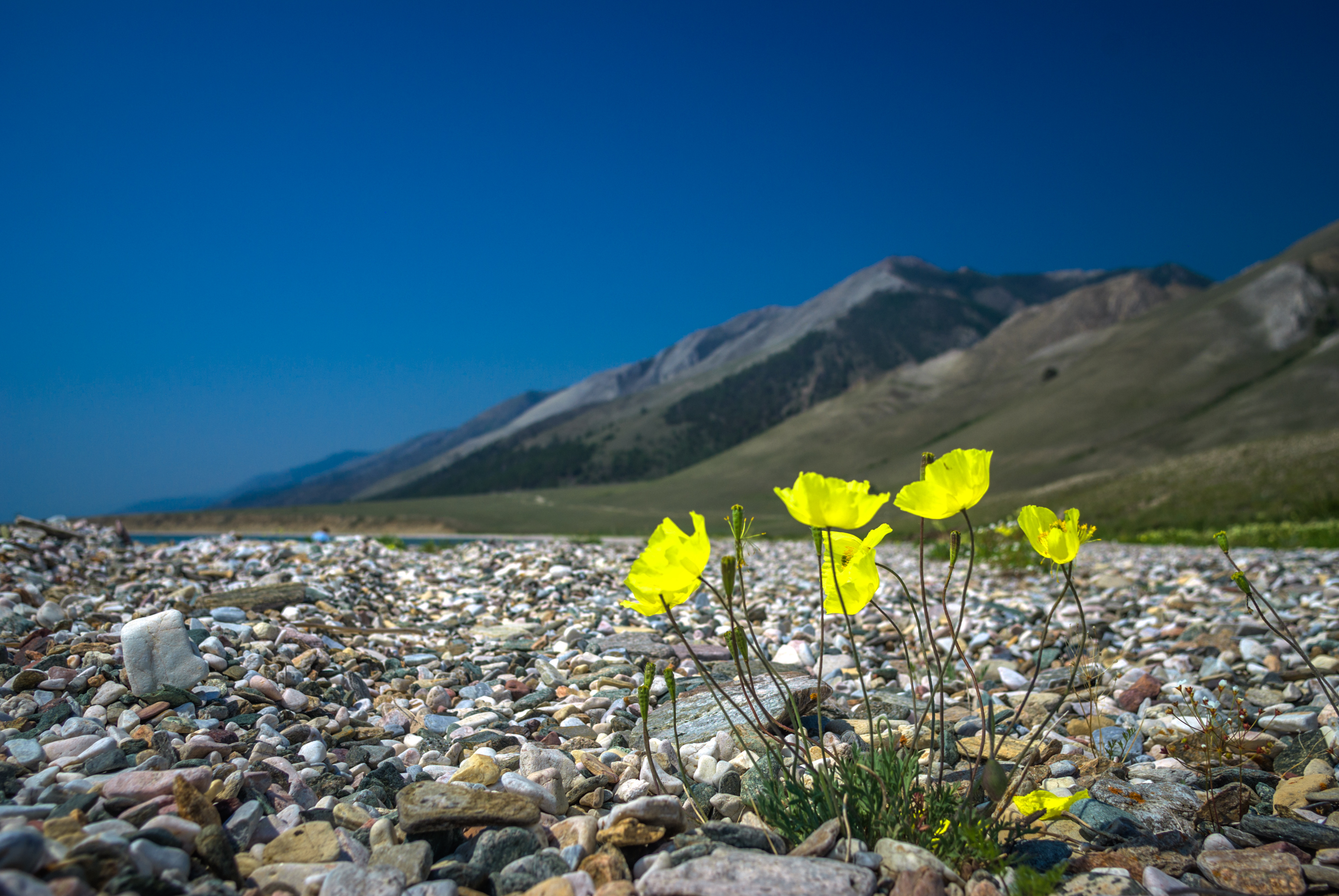
Маки
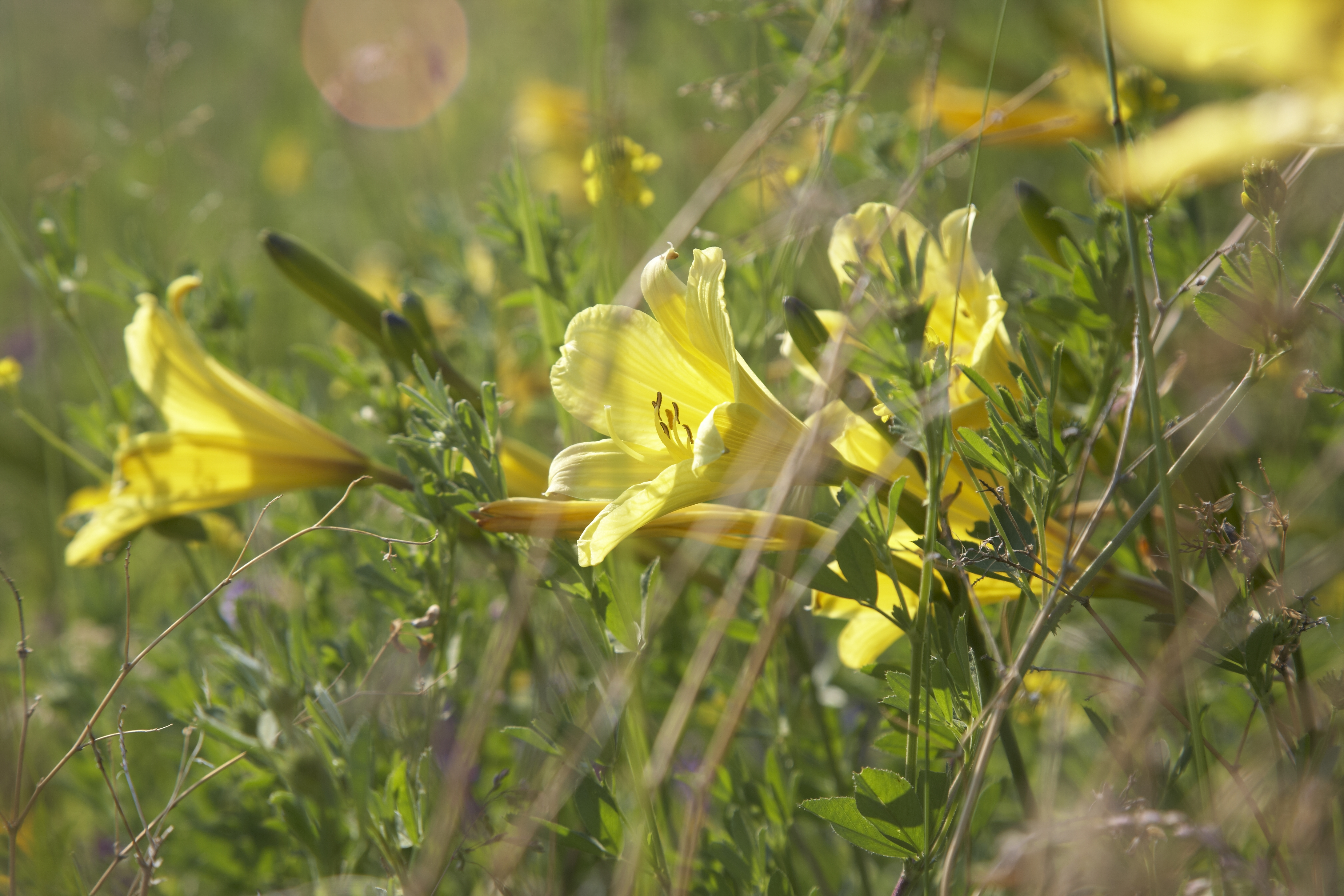
Лилии на берегу Байкала

### Фауна
Животный мир юго-западного и западного Прибайкалья отличается исключительным своеобразием, в немалой степени обусловленным тем, что значительная часть видов обитает вблизи границ своих ареалов. В районе расположения национального парка отмечены 380 видов позвоночных животных: 59 видов млекопитающих, 272 — птиц, 6 — пресмыкающихся, 3 — земноводных и 40 видов рыб.
В парке обитают обычный медведь (Ursus arctos), лось (Alces alces), благородный олень (Cervus elaphus), косуля (Capreolus capreolus). Типичные виды сибирского фаунистического комплекса — летяга (Pteromys volans), бурундук (Tamias sibiricus), красно-серая полёвка (Clethrionomys rufocanus), соболь (Martes zibellina), кабарга (Moschus moschiferus), кедровка (Nucifraga caryocatactes), кукша (Perisoreus iniaustus), трёхпалый дятел (Picoides tridactylus) — отдают предпочтение горно-таёжным лиственнично-кедровым лесам. Характерные обитатели светлохвойных лесов национального парка — красная (Clethrionomys rutilus) и красно-серая полёвки, средняя бурозубка (Sorex caecutiens), восточно-азиатская лесная мышь (Apodemus penmsulae), глухарь (Tetrao urogallus), длиннохвостая неясыть (Strix uralensis), дрозды (Turdus spp.). Неплохо представлен комплекс видов, исторически связанный с хвойно-широколиственными и лесостепными формациями: сибирский крот (Talpa altaica), лесная мышовка (Sicista betulina), барсук (Meles meles), кабан (Sus scrofa), тетерев (Lyrurus tetrix), сойка (Garrulus glandarius) и др. На незамерзающем истоке реки Ангары сформировалась уникальная в условиях Восточной Сибири зимовка водоплавающих птиц — гоголя (Bucephala clangula), хохлатой (Aythya fuligula) и морской (A. marila) чернетей, морянки (Clangula hyemalis), лутка (Mergus albellus), длинноносого (М. serrator) и большого (М. merganser) крохалей, кряквы (Anas platyrhynchos). Общее количество зимующих водоплавающих птиц в отдельные годы достигает 10 тысяч особей и более. Список редких животных, обитающих на территории национального парка, насчитывает 75 видов: 15 видов насекомых, 2 — рыб, 1 — земноводных, 2 — пресмыкающихся, 45 — птиц, 10 видов млекопитающих. Среди них виды, занесённые в Красные книги МСОП и Российской Федерации, эндемики Прибайкалья.

## Климат

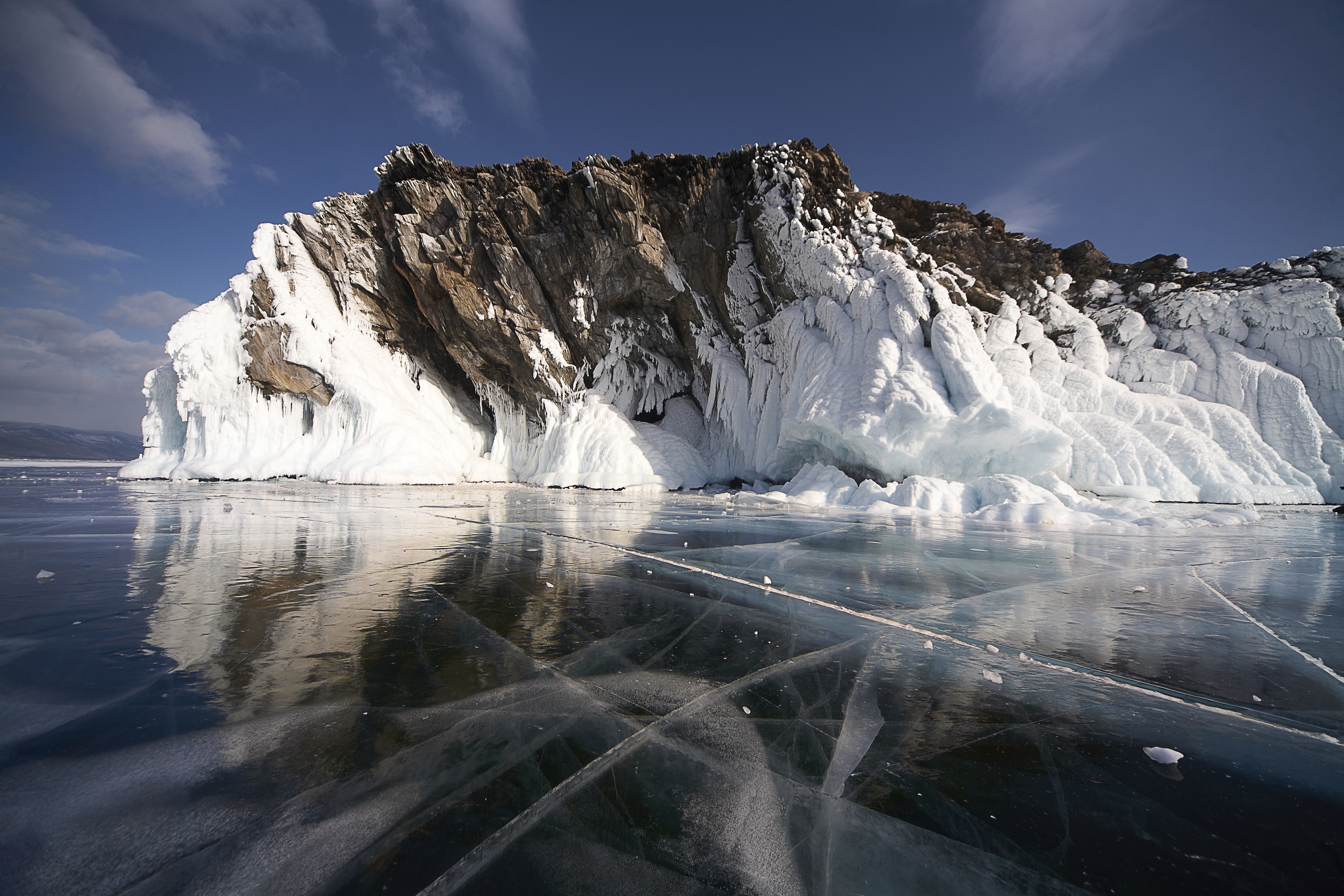
Остров и лёд

Особенности климатических условий бассейна озера Байкал определяются его местоположением в центральной части Азиатского материка, радиационными и циркуляционными процессами и своеобразием ландшафтов этого района. Значительное влияние на климат оказывает огромная водная масса озера. Территория парка лежит в пределах Северо-Западных подокругов Южно - и Средне-Байкальского округов, которые характеризуются смягченностью материкового режима и наибольшими по региону величинами осадков и увлажнения. Средняя температура января до −18 °C и ниже, в июле и августе от +11 °C до +14,1 °C. Среднегодовая температура — +1,9 °C. Осадков на побережье выпадает до 370 мм, в горах — 400—500 мм. При этом климатические условия территории бассейна озера Байкал крайне неоднородны.

## Геология и рельеф
Территория парка в геоморфологическом отношении расположена в пределах суходольных участков днища Байкальской впадины, на её северо-западных склонах, частично включая водораздельные участки окружающих хребтов. Главной индивидуальной особенностью рельефа этой территории является его связь с процессами рифтогенеза. Для неё характерно преобладание отрицательных форм, подчинение орографического плана не горным хребтам, а впадинам. В границы парка входят полностью рифтовые ландшафты и в значительной мере субрифтовые. К рифтовым структурам относятся собственно Байкальская и Тункинская. Особый и наиболее важный класс рифтовых структур составляют разломы. Они образуют тот каркас, которому подчинена внутренняя дифференциация морфоструктур. Наиболее крупный Обручевский сброс прослеживается через всю территорию парка. Крупные сбросовые уступы прослеживаются вдоль всего берега Байкала, круто обрываясь вглубь озера. К субрифтовым ландшафтам относятся массивы типа Ольхонского плоскогорья, с выровненным рельефом и хорошо выраженными признаками физического выветривания. Отрицательные формы рельефа субрифтового типа представлены реликтовыми образованиями — древними впадинами, не прекратившими до настоящего времени своего тектонического развития (древние долины рек Голоустной, Бугульдейки, Лиги и небольшая юрская впадина в верхнем течении реки Правая Олха). Территория национального парка отличается большим набором форм и крайней расчленённостью рельефа при относительно небольших (в пределах 900 м) колебаниях абсолютных высот.

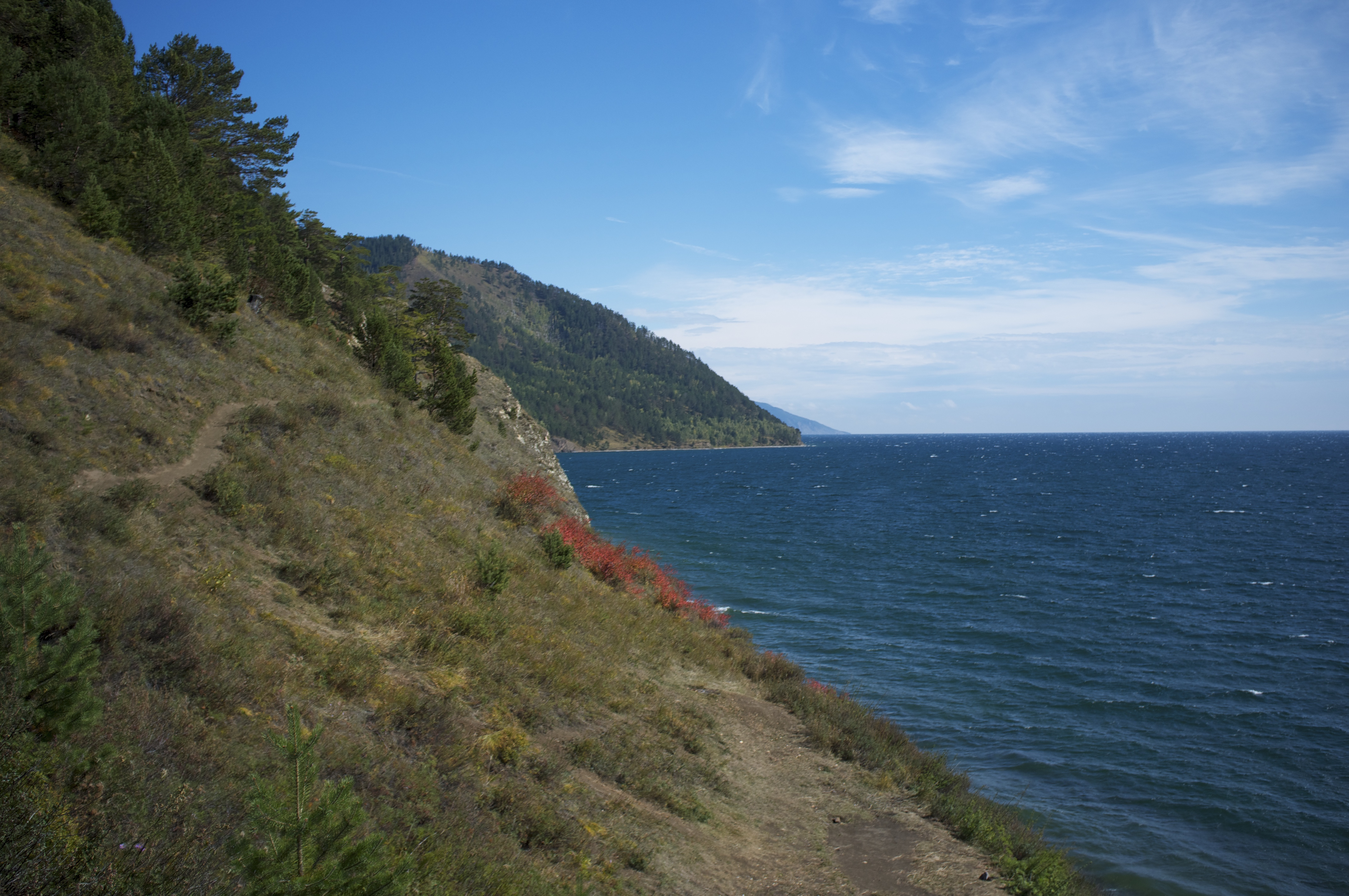
Кручи
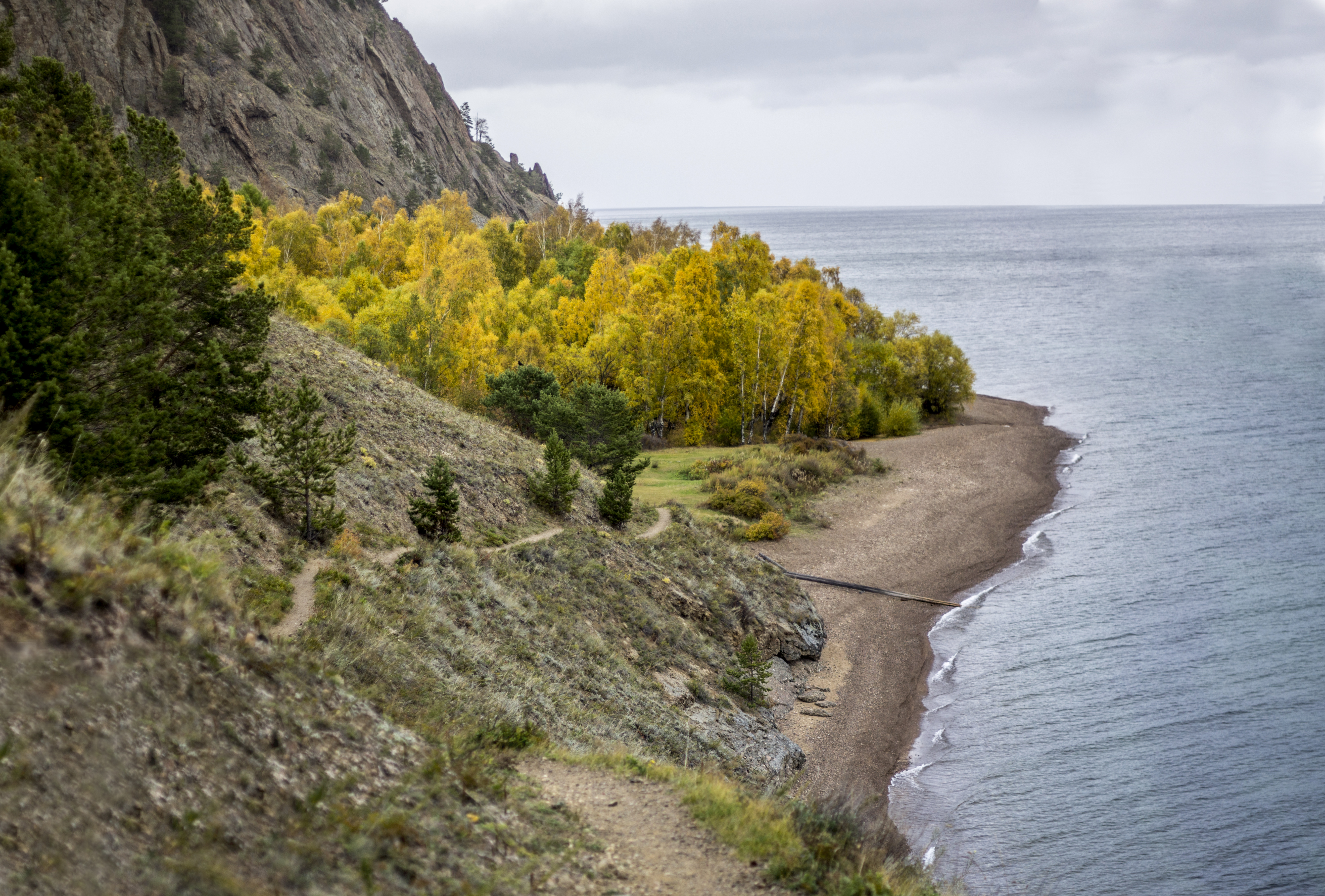
Мыс
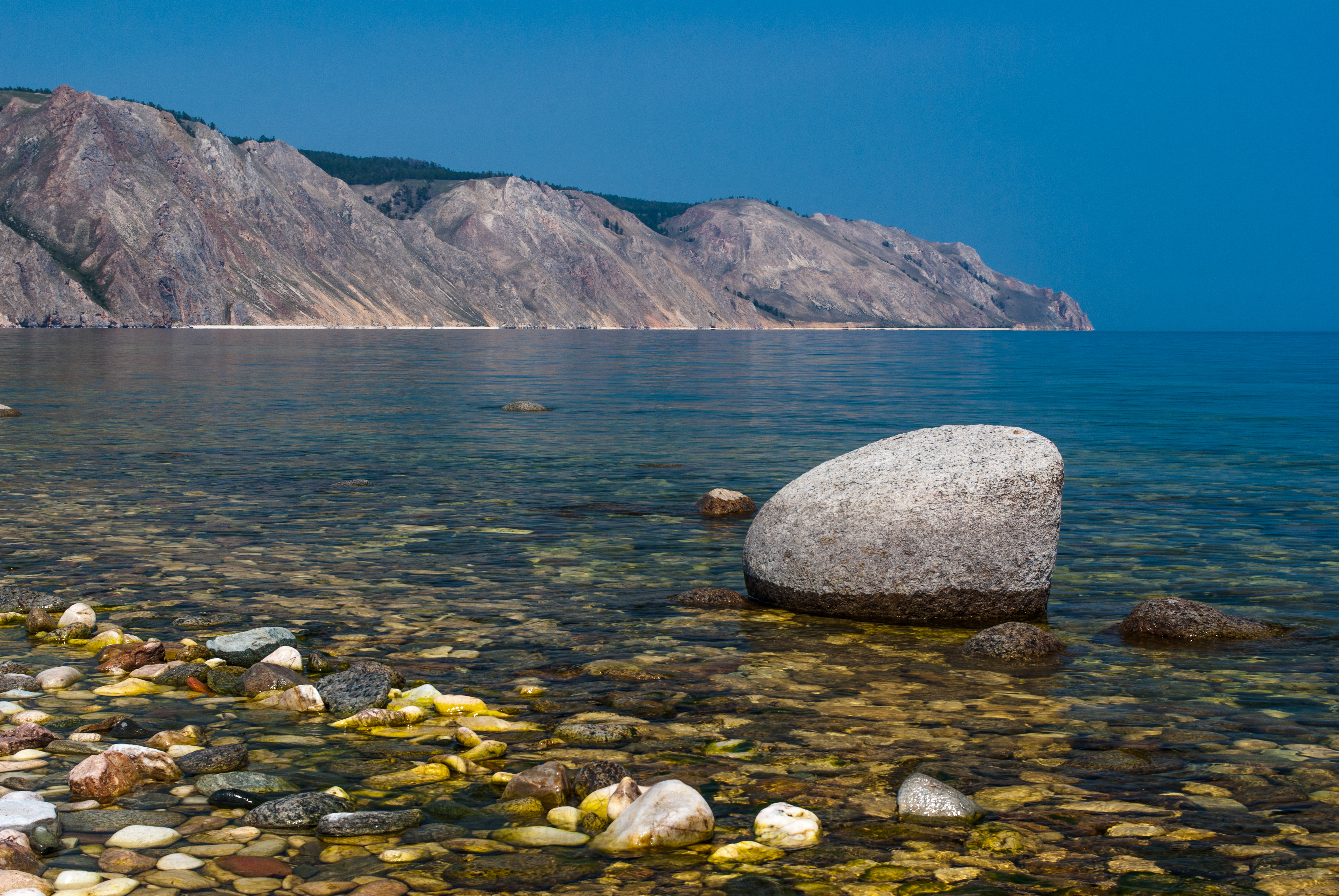
Горы
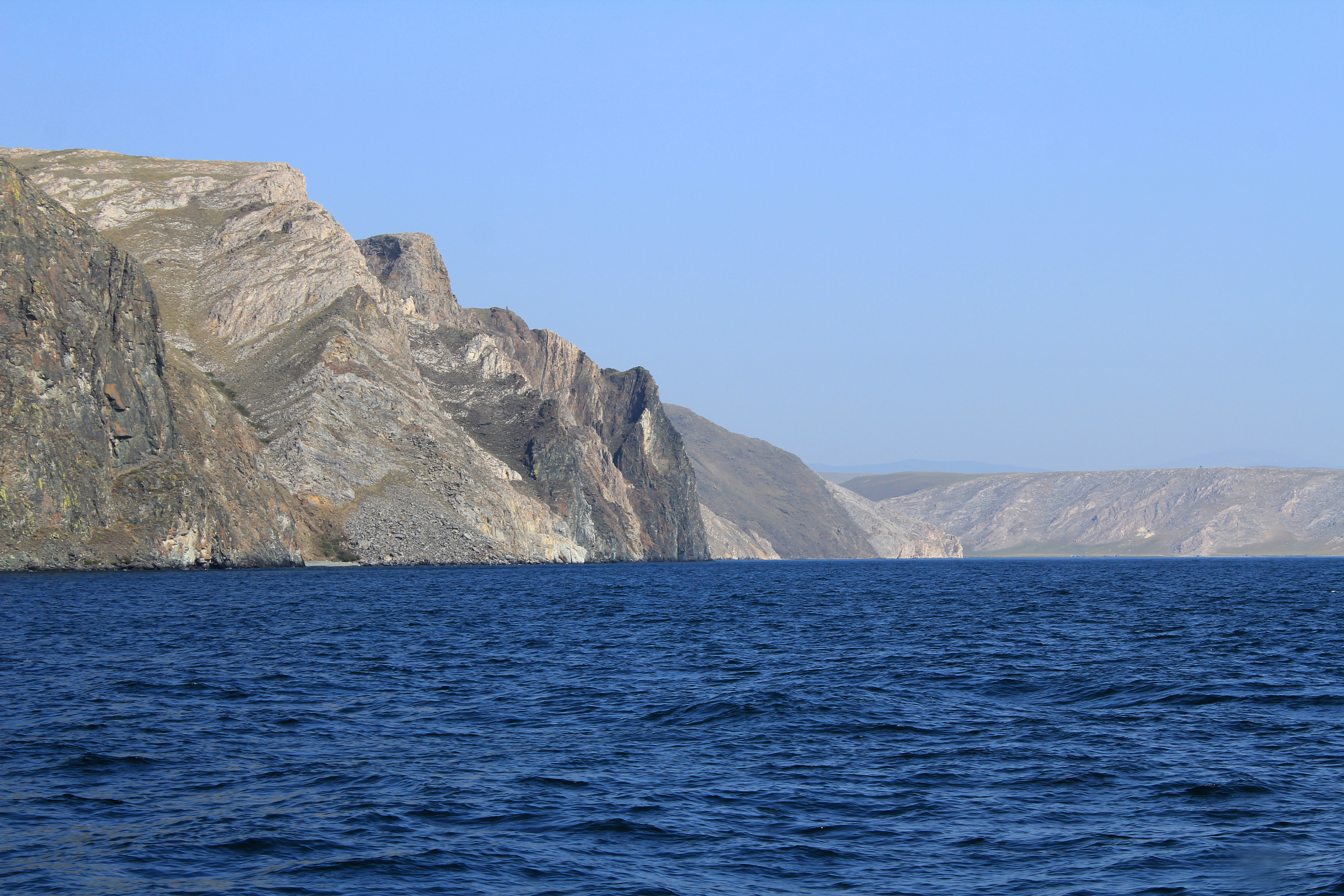
Скалы

## Гидрография
Прибайкальский национальный парк в основном расположен в пределах водосборных бассейнов озера Байкал, а в южной части — реки Ангары (Иркутского водохранилища). Озеро Байкал — одно из крупнейших по площади и самое глубокое озеро мира, в нём сосредоточено 20 % мировых запасов пресной воды. Береговая линия озера в границах парка составляет 470 км (не считая побережья острова Ольхон) и относительно слабо изрезана, на отдельных участках прямолинейна. В настоящее время средний многолетний уровень озера составляет 457 м. Волнение бывает практически постоянно, высота волн в северной части озера достигает 6 метров. В летнее время температура воды в открытом Байкале повышается всего до +12—14 °C.
Иркутское водохранилище создано в 1956 году. Оно представляет собой заполненный водой участок долины реки Ангары, является проточным и относится к водоёмам речного типа. Территория национального парка покрыта хорошо развитой и сравнительно равномерно распределённой по территории речной сетью. Её густота близка или превышает 0,5 км/км². Лишь остров Ольхон и Приольхонье относительно бедны поверхностными водами. На территории парка преобладают малые реки длиной менее 10 км, большинство их имеют ярко выраженный горный характер. К крупным рекам относятся Голоустная (122 км), Бугульдейка (80 км), Анга (90 км), Сарма (56 км), Большая Половинная (25 км). В прибрежной полосе насчитывается также большое количество ручьёв и временных водотоков. Основной источник питания рек — дождевые осадки. Большинство рек района имеют низкую минерализацию вод. В северной части национального парка имеются небольшие озёра различного происхождения (дельтовые, лагунные, соровые и т. д.), преимущественно пресные. Болота имеют ограниченное распространение и приурочены в основном к поймам рек. Почти все они относятся к низинному типу.

## Почвы
На территории парка наиболее широко представлены кислые почвы. На дренированных поверхностях развиты мелкоподзолистые почвы, заболоченные понижения занимают торфяно - и торфянисто-глеевые почвы с близким залеганием мерзлоты. В горах встречаются горно-тундровые дерновые и торфянисто-перегнойные почвы. Однако преобладающими здесь являются горные перегнойно-подзолистые. Распространены также горные перегнойно-карбонатные, горные подзолисто-болотные, горные дерново-подзолистые, предгольцовые глубокоскелетные, горные пойменно-аллювиальные, дерновые лесные почвы, а в полосе лесостепи и подгорной степи — дерновые лесные, чернозёмы, серые лесные.

## Памятники природы, истории и культуры

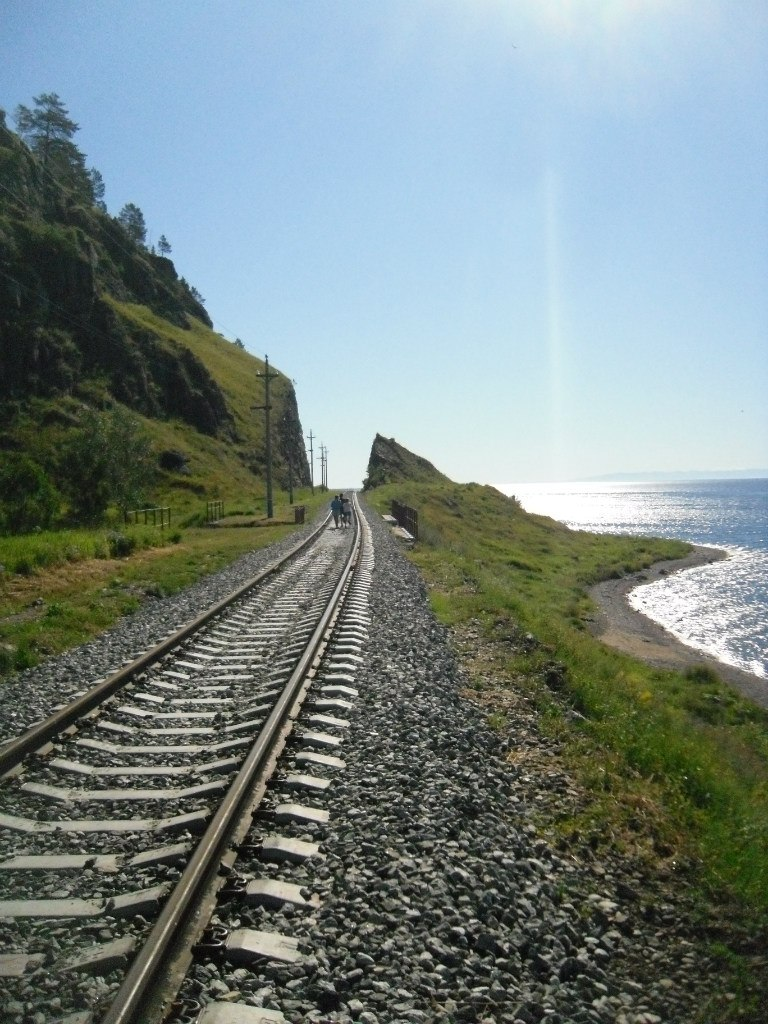
Кругобайкальская железная дорога

На территории национального парка выделено 54 памятника природы: геологические — 22, водно-гидрологические — 8, ботанические — 2, зоологические — 10, комплексные — 12.
К геологическим памятникам природы отнесены различные формы выветривания горных пород, скальные останцы, пещеры, карстовые провалы, песчаные дюны, барханы и другие формы. Два из них — Мыс Улан-Hyp и Шаман-Камень — имеют заповедный режим охраны. Мыс Улан-Hyp — объект Международного геологического года, массив с редким скоплением редчайших и уникальных минералов. За последнее десятилетие здесь диагностировано 120 различных минералов. Шаман-Камень — наиболее популярное и легендарное место на Байкале — крохотный остров в истоке реки Ангары, единственный надводный выступ Ангарского порога. Список водно-гидрологических памятников включает в себя родники, гидролакколиты, Тажеранские озера и минеральный источник.
В число ботанических памятников вошли два объекта — кедр «Мужество жизни» и реликтовый ельник на острове Ольхон. Эти объекты — ботаническая загадка и представляют собой познавательный и научный интерес, имеют заповедный режим. Девять из десяти зоологических памятников природы расположены в Малом Море. Это характерные для Байкала скальные острова башенного типа с обрывистыми берегами: Шохой, Боргодагон, Ольтрек, Шаргодеган, Зумугой, Урунгой, Хубин, Хунук, Большой Тайник. Все острова являются местами массового гнездования серебристой чайки. Десятый зоологический памятник природы — утёс «Птичий базар» — единственное на Байкале место, где гнёзда серебристой чайки расположены на отвесных стенах. Самые интересные и наиболее популярные из комплексных памятников природы — бухта Песчаная и утёс Саган-Заба. Среди исторических достопримечательностей национального парка — знаменитая Кругобайкальская железная дорога — памятник истории и инженерного искусства.

## Научные исследования
На территории национального парка проводится большой комплекс научных исследований. В области научных исследований его партнёрами являются институты Академии наук России (Институт географии, СИФИБР, Институт земной коры, Лимнологический институт и др.), проектно-изыскательский институт «Росгипролес» (Москва). Составлена «Программа экологического мониторинга Прибайкальского национального парка и Байкальского региона». Осуществляется сбор, обобщение и автоматизированная обработка данных по программе «Комплексная система биоэкономического мониторинга и автоматизированной системы управления природными ресурсами Прибайкальского национального парка». В 1994 году разработана и внедряется не имеющая аналогов автоматизированная система «Лесопарк», позволяющая создать банк данных лесных ресурсов. В международных программах научных исследований участвуют зарубежные партнёры — University of Wisconsin (USA), Uniwersytet Śląski (Польша), Raleigh International (England). Прибайкальский национальный парк принимал участие в работе международных, федеральных и региональных совещаний, конгрессов и симпозиумов, международных ярмарках, в том числе «Байкал — природная лаборатория окружающей среды», «Программа Дэвиса», региональное совещание «Сибэкология», Российско-Германский семинар по экотуризму. Прибайкальский национальный парк является членом ассоциации особо охраняемых территорий Байкальского региона «Байкальская природа», а также международных организаций — Sierra Club, Pasific Asia Travel Association (PATA). Национальный парк сотрудничает с российскими и зарубежными организациями в различных областях деятельности: СоЭС, «Экою рис», экологическое информационное агентство «Круг», национальные парки США — Yosemite, Rocky Mountain, Германии — Berchtesgaden, экологический центр Environmental Education Center of Virginia.

## Туризм
Ежегодно Прибайкальский национальный парк посещают около 400 тыс. человек. Максимальный наплыв посетителей — в июле—августе. Наиболее посещаемая территория парка — район Малого моря (Ольхонский район). На территории парка действует сеть объектов туристического обслуживания. В ведении национального парка находятся три турбазы и турприюты: «Таёжная» (вместимостью 15—20 чел.), «Кадильная» (на 30 мест), «Академическая» (на 25 мест), «Падь Чёрная» (15—18 чел.), «Семёниха» (15—18 чел.), турприют на Кругобайкальской железной дороге (15—18 чел.). Кроме того на территории Прибайкальского парка размещается более 20 пансионатов и турбаз, принадлежащих различным ведомствам. В посёлке Листвянка находится гостиница «Интурист», вместимостью 112 чел., санаторий «Байкал» на 210 мест. Самые крупные и наиболее посещаемые турбазы — «Маломорская» и «Песчаная» (вместимостью 300 чел.). В настоящее время в период с мая по сентябрь в парке действуют несколько туристических маршрутов для групп до 15 человек: маршрут выходного дня (продолжительность — 2 дня); спортивный пешеходный маршрут по системе «Приморский хребет» (протяжённость — 100 км); пешеходный маршрут «по Прибайкальскому национальному парку» (продолжительность — 5 дней, протяжённость — 40—50 км); круиз на теплоходе с отдыхом на турбазе «Кадильная» (продолжительность — 4 дня); круиз по озеру Байкал (продолжительность — 10 дней). На этих маршрутах предлагается посещение посёлка Листвянка, Байкальского экологического музея, музея деревянного зодчества, бухт Кадильная, Песчаная и Харгино, Кадильских пещер, Сухого озера, отдых на турбазах «Кадильная» и «Песчаная». В перспективе на территории парка предполагается развивать как летние, так и зимние виды туризма: рыболовный, водный на резиновых плотах, конно-верховой, охотничий, зимний на снегоходах. В области экотуризма и экологии национальный парк сотрудничает с зарубежными организациями: Baikal Watch (USA), Корейская правительственная корпорация по эксплуатации земель и др.

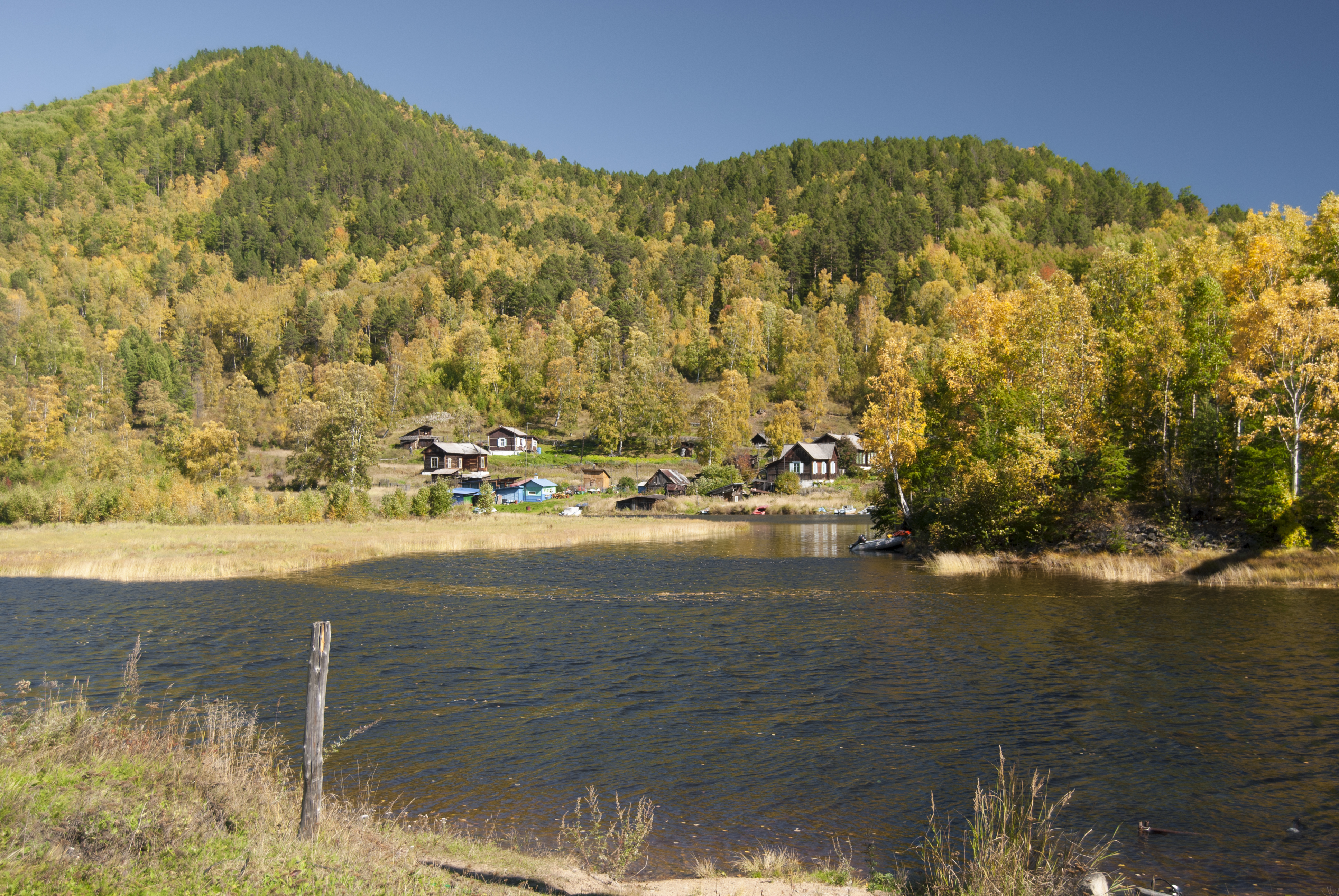
Посёлок
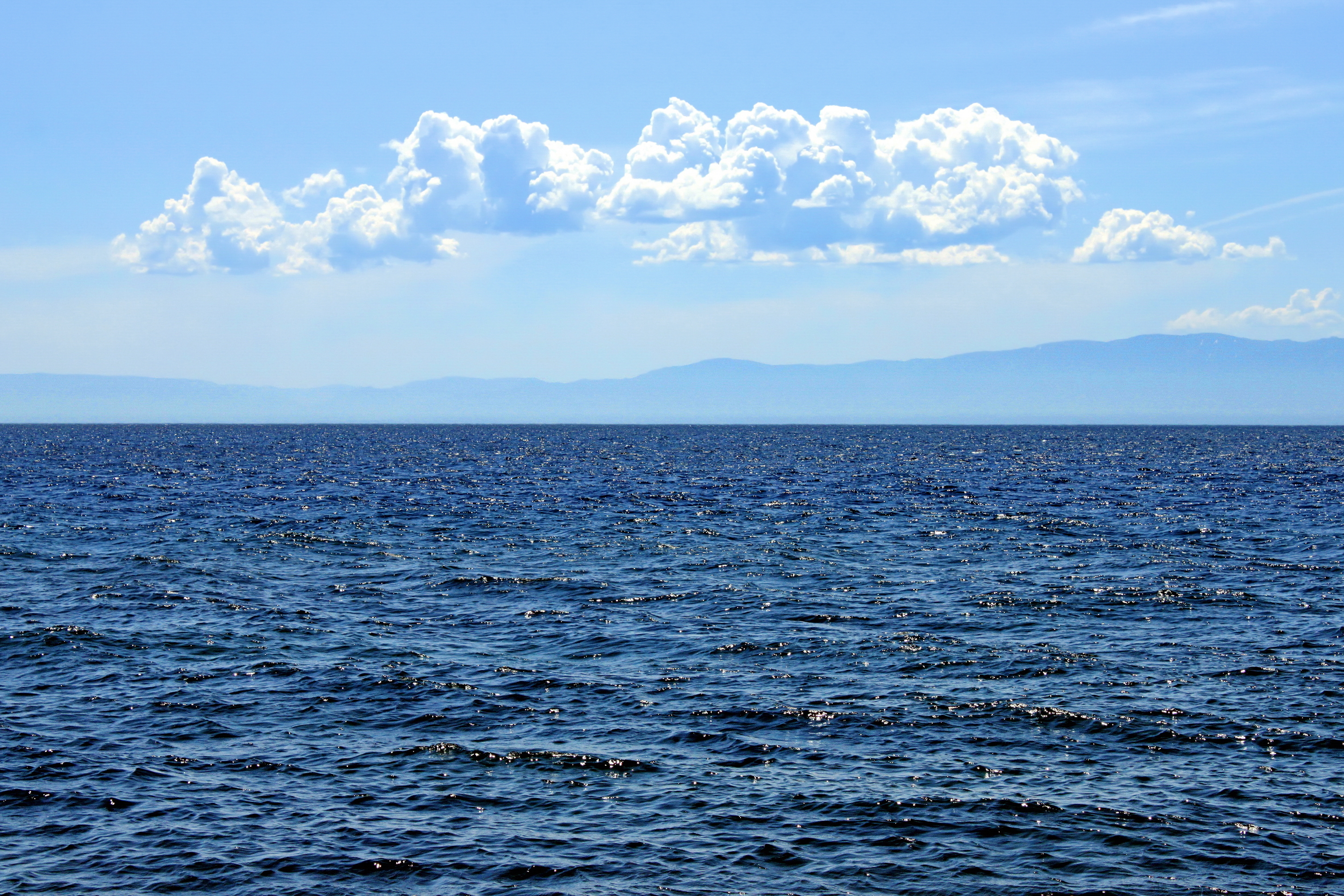
Байкал
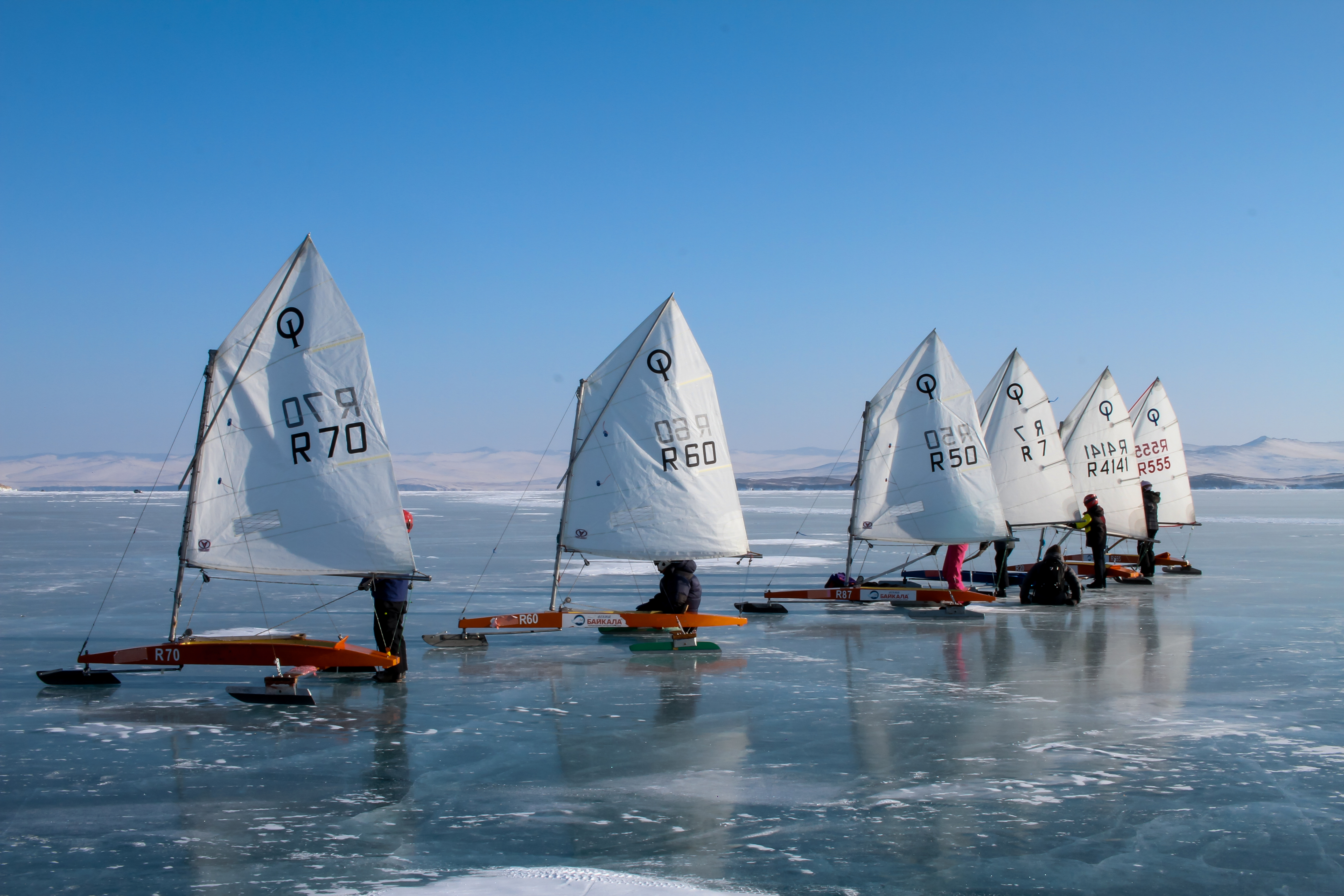
Под парусом по льду
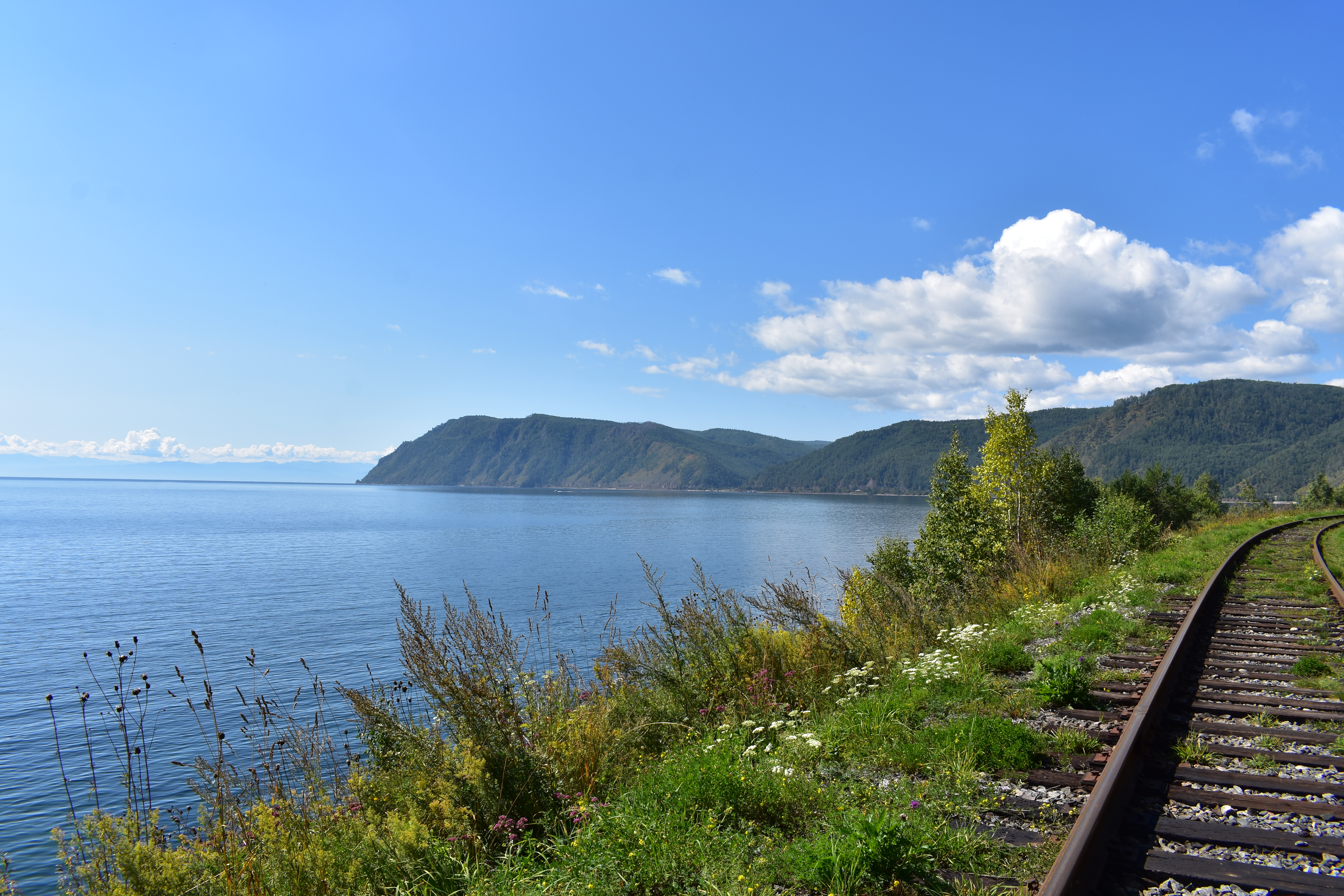
Кругобайкальская железная дорога